# Félix Diachuk
Félix Guennádievich Diachuk –en ruso, Феликс Геннадьевич Дьячук– (1976) es un deportista ruso que compitió en boxeo. Ganó una medalla de bronce en el Campeonato Mundial de Boxeo Aficionado de 1999, en el peso superpesado.

## Palmarés internacional
| Campeonato Mundial | Campeonato Mundial       | Campeonato Mundial | Campeonato Mundial |
| Año                | Lugar                    | Medalla            | Categoría          |
| ------------------ | ------------------------ | ------------------ | ------------------ |
| 1999               | Houston (Estados Unidos) | Medalla de bronce  | +91 kg             |